# Герб Жовтневого району (Луганськ)
Герб Жовтне́вого райо́ну — один з символів Жовтневого району міста Луганська.

## Опис
Герб Жовтневого району Луганська складається з геральдичного щита усередині якого розміщено центральний щит, обрамлений з трьох боків рослинним орнаментом, який складається з колосків пшениці та лаврові гілки, обвитих девізною лазурово-жовтою стрічкоюкольорів державного прапора України з надписом «Жовтневий район».
Щит увінчано кам'яною короною — елементом герба Луганська. На чолі корони слов'янським стилізованим шрифтом кольору бронзи розміщено напис «Луганськ». З боків корони дві перехрещені шаблі.
Центральний щит розділений білими смугами на три частини. В центральній частині щита розташовано зображення паровоза в овалі сірого кольору. В лівій верхній частині щита на лазуровому фоні знаходиться зображення Свято-Володимирського собору.
У правій верхній частині щита на червоному полі розміщено зображення двох перехрещених гармат жовто-золотого кольору, а вище з лівої сторони на лазуровому фоні розміщено геральдичний вензель Катерини ІІ, що вказує на історичну причетність імператриці до заснування району.
В нижній частині центрального щита розміщено зображення шестерні жовто-золотого кольору, яка відповідно відображає домінуючу економічну потугу району. В центрі шестерні малиновим кольором позначено рік заснування Жовтневого району — 1938 рік.
Нижче шестерні знаходиться символічна золота нива, як символ сонця, багатства та добробуту. В нижній частині геральдичного щита на синьому фоні з білими смугами розташовано якір.
Зображення герба і рослинного орнаменту розташоване на квадраті зеленого кольору, що визначає індивідуальність та процвітання.

## Символіка
- Шаблі вказують на історичне розташування козацької паланки війська Донського на території району.
- Паровоз символізує основну галузь промисловость району — тепловозобудівний завод.
- Собор — символ духовності та непорушності.
- Якір вказує на історичне розташування на території району Красноярівського річного порту.